# Его Величества королевский гусарский полк
Его Величества королевский гусарский полк (англ. King’s Royal Hussars) — тактическое формирование Королевского бронетанкового корпуса Британской армии, сформированный в 1992 году. Базируется в Тидворте. Формирование находится в составе 12-й бронетанковой бригады. В рамках модернизации армии предполагается заменить свои танки Challenger 2 на боевые разведывательные машины Ajax.

## История

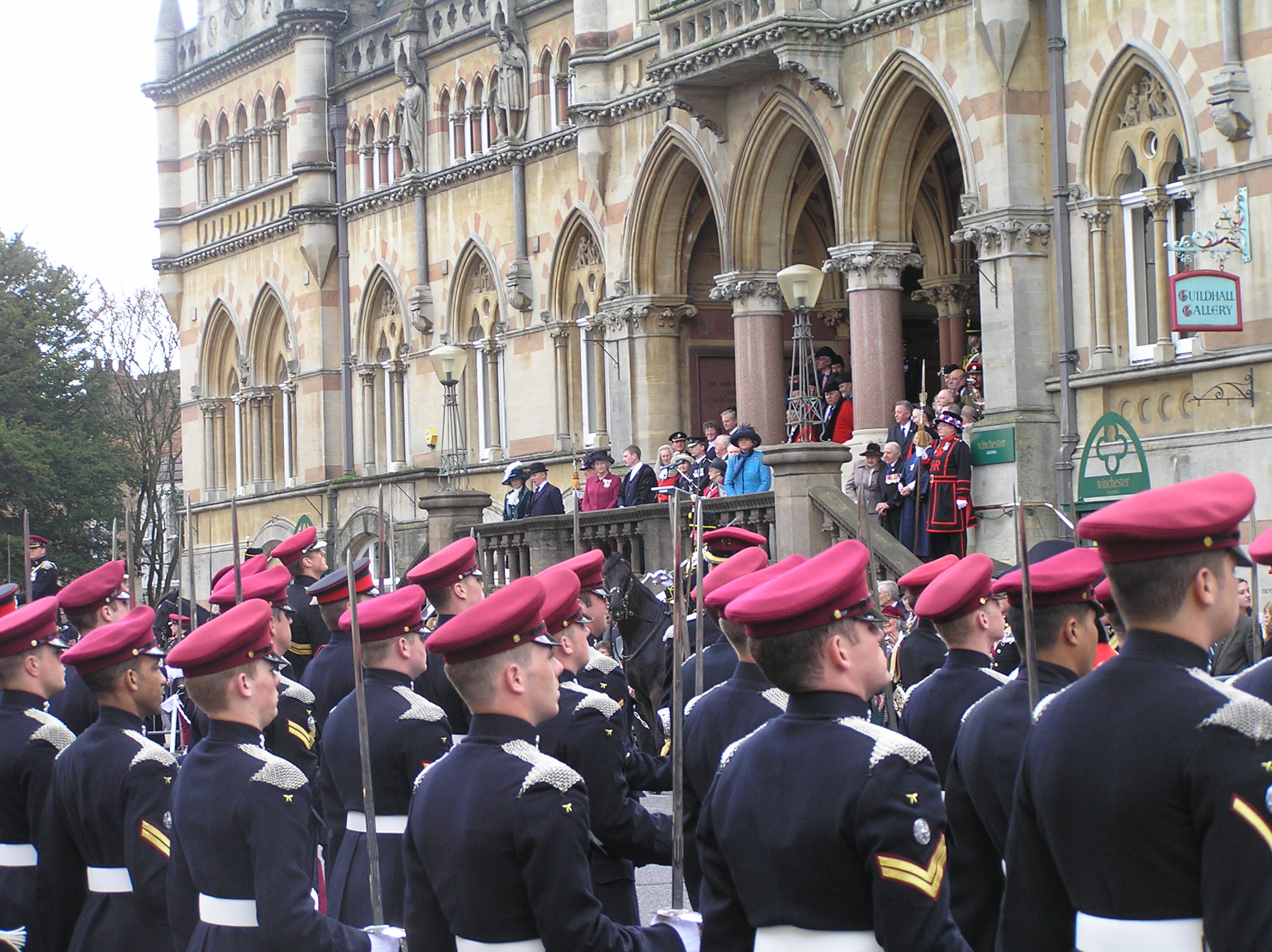
Его Величества королевские гусары, получающие Guildhall Freedom в городе Уинчестер от королевской принцессы Анны (2006)

Полк был сформирован 4 декабря 1992 года путем объединения двух других полков:
- Королевский гусарский полк (собственный принца Уэльского) (The Royal Hussars (Prince of Wales’s Own)) (появившийся от слияния 10-го королевского гусарского полка (собственный принца Уэльского) и 11-го гусарского полка (собственный принца Альберта)) и
- 14-й/20-й Его Величества гусарский полк (14th/20th King’s Hussars) (объединение 14-го (Его Величества) гусарского полка и 20-го гусарского полка).

На момент объединения полк базировался в Йоркских казармах в Мюнстере (ФРГ), откуда он перебросил подразделения в Северную Ирландию в рамках операции «Знамя» в июне 1994 года и в Боснию и Герцеговину в январе 1996 года: он служил в составе 2-й канадской многонациональной бригады и был награждён Благодарностью подразделению канадских вооружённых сил (Canadian Forces' Unit Commendation). Благодарность была вручена иностранному подразделению в первый раз.
В июне 1997 года полк снова перебросил подразделения в Боснию и Герцеговину, а осенью 1999 года — в Боснию и Герцеговину и Косово. В марте 2000 года полк вернулся в казармы Аливал в Тидворте, откуда в октябре 2002 года перебросил подразделения в Северную Ирландию; он также перебрасывал подразделения в Ирак в рамках операции «Телик» (общее обозначение всех военных операций британцев Ираке): операция Телик 1 совершена в июне 2003 года, операция «Телик 6» в мае 2005 года и операция «Телик 10» в июне 2007 года. Полк также участвовал в операции «Херрик 7» в сентябре 2007 года и операции «Херрик 16» в апреле 2012 года в рамках участия британских войск в войне НАТО в Афганистане.

## Организация
На 2020 год полк выполняет бронетанковую функцию, оснащен танками Challenger 2 и базируется в Тидворте, графство Уилтшир. Полк состоит в общей сложности из пяти эскадронов (эквивалентных российским ротам по размеру), каждый из которых увековечивает название одного из своих предыдущих полков:
- Штабной эскадрон (HQ Squadron)
- Эскадрон A (20-й гусарский эскадрон) (A Squadron (20th Hussars)) (×14 Challenger 2[7])
- Эскадрон В (14-й гусарский эскадрон) (B Squadron (14th Hussars)) (×14 Challenger 2[7])
- Эскадрон С (11-й гусарский эскадрон) (C Squadron (11th Hussars)) (×14 Challenger 2[7])
- Эскадрон D (10-й гусарский эскадрон) (D Squadron (10th Hussars)) (×14 Challenger 2[7])
- Командный взвод (Command Troop)
- Разведывательный взвод (Reconnaissance Troop)
- Механизированный транспорт (Mechanical Transport (MT)) – обеспечивает логистические возможности, необходимые для транспортировки и обслуживания солдат KRH и их оборудования в любой точке мира, где они должны действовать.
- Отряд лёгкой помощи  (Light Aid Detachment (LAD)) – обеспечивает жизненно важную поддержку R.E.M.E., который поддерживает все танки и другие транспортные средства полка в бою.
- Управление квартирмейстера (QM’s Department) – материальное обеспечение.
- Управление квартирмейстера (техническое) (QM(T)’s Department)) – техническое обслуживание.[8]

Эскадрон С традиционно является старшим эскадроном королевских гусар в память о чести, оказанной эскадрону С 11-м гусарским полком в Египте.

## Униформа

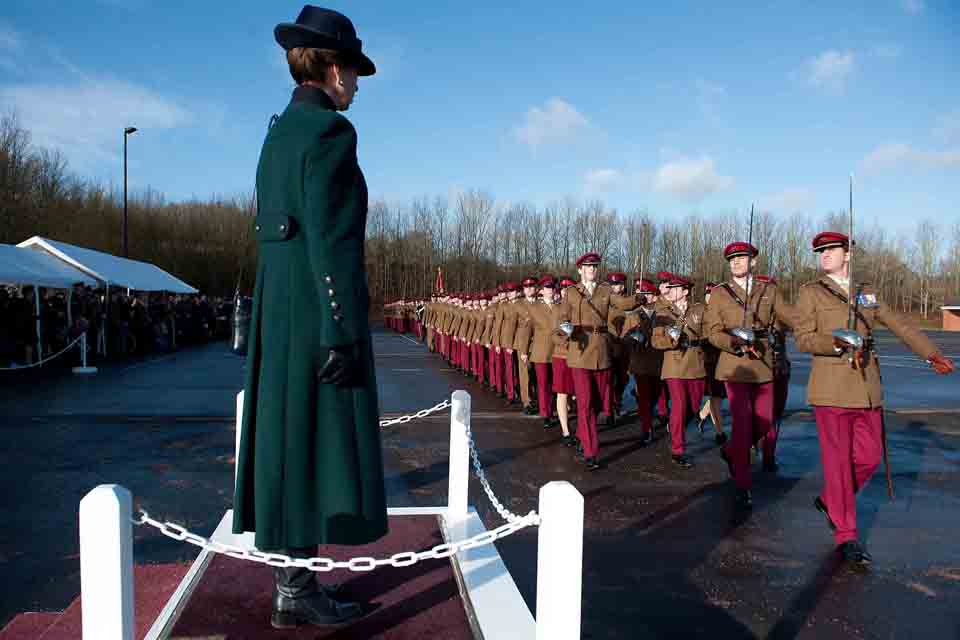
На параде в мундире № 2 перед принцессой Анной (2012).

Полк носит малиновые брюки при полной парадной форме: мундир № 1 или мундир № 2, а также (для офицеров и сержантов) при полуофициальной парадной форме. Эта отличительная черта, которая является уникальной в британской армии, происходит от чести, оказанной 11-му гусарскому полку принцем Альбертом, будущим супругом королевы Виктории. Полк, в то время базировавшийся в Кентербери, сопровождал принца с момента его прибытия в Дувр по пути к его свадьбе в Лондоне. Принц был настолько впечатлён выправкой войск, что приказал, чтобы отныне они носили его ливрею в качестве знака отличия.
Полк носит уникальный коричневый берет. Эта практика началась, когда 11-й гусарский полк был механизирован в 1928 году. Было обнаружено, что традиционная фуражка с козырьком неудобна при взгляде в прицел бронемашины, поэтому было решено использовать берет. Считается, что коричневый цвет был выбран женой тогдашнего квартирмейстера как практичный выбор для работы с промасленными транспортными средствами, а не с лошадьми. Первоначально берет носили без кокарды, но с широкой малиновой лентой. При слиянии с 10-м гусарским полком (находящимся выше по старшинству), у которого была красная нашивка за значком на фуражке, в ходе обсуждений между представителями обоих полков (10-го и 11-го) было решено сохранить нашивку, но цвет был изменён на малиновый, чтобы представлять малиновую ленту. С 2003 года Королевский уэссекский йоменский полк также носит коричневый берет.

## Связь с гуркхами
Полк носит скрещённый кукри гуркхов в качестве нарукавного знака. Это относится к 1945 году, когда эскадрон С 14-й/20-й (Его Величества) гусарский полк атаковал город Медичина в Италии вместе со 2-м батальоном 6-го полка гуркхских стрелков, нанеся тяжёлые потери немецким войскам, несмотря на немецкое численное превосходство. В ознаменование этой баталии 14-й/20-й Его Величества гусарский полк принял знак «скрещённый кукри», традицию, поддерживаемую полком.

## Император
Во время битвы при Витории в июне 1813 года 14-й лёгкий драгунский полк (14th Light Dragoons) захватил из французского обоза серебряный ночной горшок, принадлежавший королю Жозефу Бонапарту, который он получил от своего брата, императора Наполеона. Полк получил полковое прозвище «Горничные императора» и сохранил ночной горшок в качестве чаши любви, известной как «Император». Королевские гусары, как преемники 14-го лёгкого драгунского полка, до сих пор сохраняют «Император», и их офицеры пьют из него по вечерам в столовой.

## Полковой музей
Лошадиная сила: музей Его Величества королевских гусар (HorsePower: The Museum of the King’s Royal Hussars) является музеем полка и является частью военных музеев в Уинчестере, графство Гэмпшир.

## Преемственность
| 1881 Реформы Чайлдерса                                                                                      | 1922 Слияние                                                                                                | 1966 Оборонная белая книга                                                                        | 1992 — сегодня                                                   |
| --- | --- | ------------------------------------------------------------------------------------------------- | ---------------------------------------------------------------- |
| 10-й (собственный принца Уэльского королевский) гусарский полк (10th (Prince Of Wales’s Own Royal) Hussars) | 10-й (собственный принца Уэльского королевский) гусарский полк (10th (Prince Of Wales’s Own Royal) Hussars) | Королевский гусарский полк (собственный принца Уэльского) (Royal Hussars (Prince of Wales’s Own)) | Его Величества королевский гусарский полк (King’s Royal Hussars) |
| 11-й (собственный принца Альберта) гусарский полк (11th (Prince Albert’s Own) Hussars)                      | | Королевский гусарский полк (собственный принца Уэльского) (Royal Hussars (Prince of Wales’s Own)) | Его Величества королевский гусарский полк (King’s Royal Hussars) |
| 14-й (Его Величества) гусарский полк (14th (The King’s) Hussars)                                            | 14-й/20-й Его Величества гусарский полк (14th/20th King’s Hussars)                                          | 14-й/20-й Его Величества гусарский полк (14th/20th King’s Hussars)                                | Его Величества королевский гусарский полк (King’s Royal Hussars) |
| 20-й гусарский полк (20th Hussars)                                                                          | 14-й/20-й Его Величества гусарский полк (14th/20th King’s Hussars)                                          | 14-й/20-й Его Величества гусарский полк (14th/20th King’s Hussars)                                | Его Величества королевский гусарский полк (King’s Royal Hussars) |

## Старшинство
| Старший полк Королевский уланский полк | Кавалерийский порядок старшинства | Младший полк Лёгкий драгунский полк |